# Women’s Premier Ice Hockey League 1991/92
Die Saison 1991/92 war die zehnte Austragung der höchsten englischen Fraueneishockeyliga, die British Women's League. Die Ligadurchführung erfolgte durch die English Ice Hockey Association, den englischen Verband unter dem Dach des britischen Eishockeyverbandes Ice Hockey UK. Der Sieger erhielt den Chairman’s Cup.

## Modus
Nach einer Einfachrunde aller Mannschaften (mit Hin- und Rückspiel) erreichten die besten vier die Finalrunde. 

## Hauptrunde
| Platz | Mannschaft              | Spiele | S  | U | N  | Tore  | Punkte |
| ----- | ----------------------- | ------ | -- | - | -- | ----- | ------ |
| 1.    | Oxford City Rockets (N) | 14     | 13 | 1 | 0  | 90:18 | 27     |
| 2.    | Bracknell Queen Bees    | 14     | 8  | 2 | 4  | 78:44 | 18     |
| 3.    | Dundee Royals           | 14     | 7  | 1 | 6  | 56:47 | 15     |
| 4.    | Streatham Strikers      | 14     | 6  | 3 | 5  | 36:26 | 15     |
| 5.    | Sunderland Scorpions    | 14     | 5  | 3 | 6  | 45:50 | 13     |
| 6.    | Swindon Top Cats (N)    | 14     | 5  | 1 | 8  | 67:80 | 11     |
| 7.    | Nottingham Vipers (N)   | 14     | 4  | 0 | 10 | 40:99 | 8      |
| 8.    | Solihull Vixens         | 14     | 2  | 1 | 11 | 41:89 | 5      |

### Beste Scorerinnen
| Spieler         | Mannschaft          | Spiele | Tore | Assists | Punkte | Straf- minuten |
| --------------- | ------------------- | ------ | ---- | ------- | ------ | -------------- |
| Kim Strongman   | Oxford City Rockets | 13     | 29   | 18      | 47     | 20             |
| Sarah Burton    | Swindon             | 14     | 22   | 15      | 37     | 6              |
| Fiona Johnstone | Swindon             | 14     | 29   | 7       | 36     | 8              |
| Claire Pannell  | Bracknell           | 13     | 23   | 7       | 30     | 2              |
| Maureen Bryce   | Dundee              | 14     | 12   | 16      | 28     | 28             |

### Beste Torhüterinnen
| Spieler        | Mannschaft           | Sp | Min | SaT | GT | GTS  |
| -------------- | -------------------- | -- | --- | --- | -- | ---- |
| Jane Austin    | Streatham Strikers   | 13 | 540 | 272 | 22 | 1,83 |
| Emma Bowles    | Oxford City Rockets  | 14 | 630 | 209 | 18 | 1,28 |
| Tracey Maycock | Bracknell Queen Bees | 14 | 310 | 137 | 15 | 2,18 |

## Final Four

### Halbfinale
| 2. Mai 1992 | Oxford City Rockets | unbekannt | Streatham Strikers | Kingston upon Hull (Humberside) |

| 2. Mai 1992 | Bracknell Queen Bees | unbekannt | Dundee Royals | Kingston upon Hull (Humberside) |

### Spiel um Platz 3
| 3. Mai 1992 | Streatham Strikers | unbekannt | Dundee Royals | Kingston upon Hull (Humberside) |

### Finale
| 3. Mai 1992 | Oxford City Rockets | 1:1 Penaltyschießen: 3:1 | Bracknell Queen Bees | Kingston upon Hull (Humberside) |